# 星恂太郎
星 恂太郎（ほし じゅんたろう）は、幕末の仙台藩士で、額兵隊隊長。歩兵頭並。諱は忠狂。家紋は七曜。

## 経歴
1840年（天保11年10月4日）、東照宮宮司星道榮の息子として生まれた。台所人小島友治の養子となり、孝治と改名するが、料理人になるのを嫌って離縁し、生家に戻って武芸を修めた。
恂太郎は、激高しやすい性格で、国学を修めたことから元々過激な尊王攘夷派でもあって、仙台藩の開国論を推進していた家老但木土佐などの面々を国賊と見なし、金成善左衛門ら友人と徒党を組んで斬ろうとした。しかし同じく開国派の大槻磐渓の暗殺を謀った際に、逆に磐渓から世界情勢への無知を諭されて改心。自分の無知さを恥じて脱藩して江戸に出た。
1864年（元治元年）、恂太郎は江戸で滞在費に困り、友人の江戸勤番藩士富田鐵之助に金を無心したところ、富田は家老但木に相談。但木は恂太郎が自分を殺そうとしていたことを知っていたが、将来有望な士であるとして資金援助を快諾した。
こうして藩の半公認を得て、恂太郎は幕臣の川勝広道や下曽根信之から洋式の銃隊編成訓練を学び、横浜に赴いては、アメリカ人の貿易商人ヴァンリードの店で使用人として働きながら、夜は西洋軍学（特に砲術）を学んだ。なお、この頃、高橋是清がアメリカ留学生に選任されるのを口添えしている。
1868年、鳥羽・伏見の戦いより戊辰戦争が始まり、東北征伐が議論されるようになると、但木は恂太郎を招聘。藩兵楽兵隊の訓練を委ねた。これにより藩主伊達慶邦からもその才能を認められて、大番士に任命された。楽兵隊はその後、諸隊に編入されて弱体化したため、恂太郎は新たに藩士の次男、三男らを800人集めて、洋式軍隊である額兵隊を組織した。
仙台藩は奥羽越列藩同盟の盟主であったが、同盟の南部諸藩が敗れたのを見て、新政府軍とは戦わずに降伏恭順する道を選んだ。しかし星らはこれを潔しとせず、独断で出撃を決意し、相馬城を占領。慶邦の説得も半ば無視したが、結局は新政府軍との交戦を断念した。仙台藩の中には邪魔になった星恂太郎を暗殺する計画もあったが、榎本釜次郎の説得に応じて額兵隊を率いて蝦夷に逃れることになり、衝撃隊の細谷十太夫の協力と後押しもあって、旧幕府艦隊と合流を果たした。
箱館戦争では、恂太郎は禁酒して別人のようになり、榎本率いる蝦夷島政府陸軍の第三列士満第二大隊長として奮戦した。木古内の戦いで官軍の攻勢に抗しきれず撤退することになった際、自決することを思ったが、隊士に止められた。五稜郭で包囲されて投降を迫られた際、官軍の黒田清隆は酒樽五樽と肴の鮪五尾を送ってきたが、毒殺を恐れてこれに手を付けるものが誰もいなかった。恂太郎が、笑って樽の鏡を割って一杯飲みほして見せたので、諸将もこれに従った。
戦争後は新政府軍の捕虜として弘前藩に幽閉された。1870年（明治3年）3月に釈放され、開拓大主典となって北海道に移住。岩内町で製塩業を始めたが、1876年（明治9年）7月27日、37歳で死去した。また戦争当時の従軍記『星恂太郎日記』を書き残している。